# Francesco Cameli
Francesco Luigi Giuseppe Galileo Maria Cameli (ur. 25 maja 1899 w Genui, zm. 21 grudnia 1957 tamże) – włoski żeglarz, olimpijczyk.
Reprezentował Argentynę w żeglarstwie na Letnich Igrzyskach Olimpijskich 1928, które odbyły się w Amsterdamie, zajmując 10. miejsce.